# Vinícius Labanca
Vinícius Labanca (Recife, 27 de agosto de 1977) , político brasileiro filiado ao PSB. É o atual prefeito de São Lourenço da Mata, cidade da Região Metropolitana do Recife, Pernambuco, após vencer as eleições de 2020. 

## Biografia
Vinícius Labanca, filho de Ettore Labanca e Célia Labanca, nasceu em Recife, no dia 27 de agosto de 1977. É empresário e político brasileiro. É casado desde 2009 com Fernanda Labanca, administradora de formação e pós graduada em Gestão, Finanças e Políticas Públicas, com quem tem dois filhos: Ettore Labanca Neto, de 8 anos, e Fernando Labanca, de 5 anos de idade.

## Vida Política
Labanca foi Deputado Estadual por dois mandatos de 2011 à 2014 e de 2015 à 2018. Na Assembleia Legislativa de Pernambuco (Alepe) presidiu a Comissão de Esportes e Lazer de 2011 à 2014. Também elegeu-se duas vezes Segundo Secretário da mesa diretora no período de 2015 à 2018. No ano de 2018, concorreu novamente a eleição para o cargo de deputado estadual, teve 26.024 votos mas não foi eleito. De 2019 até 2021 ficou a frente da Superintendência Parlamentar da ALEPE. Eleito prefeito de São Lourenço da Mata em 15 de novembro de 2020, Vinícius teve 40,60% dos votos válidos, o que representa 23.867 votos. 

## Vida Pessoal e Família
A carreira política de Vinícius Labanca sempre foi dedicada ao povo de São Lourenço da Mata, cidade onde o pai, Ettore Labanca, construiu vida pública. 
Ettore Labanca, era formado em Direito pela Universidade Federal de Pernambuco (UFPE), foi Procurador do Estado e foi prefeito de São Lourenço da Mata por quatro mandatos, nos anos de 1989 até 1992, de 1996 até o ano 2000, depois de 2009 até 2015. Ettore Labanca também foi deputado estadual entre os anos de 2002 e 2006. Em 2008, Ettore Labanca foi secretário de Relações Institucionais do governo Eduardo Campos. E do ano de 2015 até 2019, Ettore Labanca ocupou a presidência da Agência Reguladora de Pernambuco - Arpe. Ettore Labanca faleceu em março de 2019. 
Ettore também foi chefe de gabinete da Secretaria de Justiça de Pernambuco (1972 a 1974), trabalhou na direção da Companhia Brasileira de Armazenamento (CIBRAZEM), em 1983.
A mãe de Vinícius Labanca, Célia Labanca, é escritora e jornalista, bacharelada em Direito pela Universidade Católica de Pernambuco. Foi Assessora Jurídica do Estado. Criou e coordenou os primeiros “Cursos de Atualização da Mulher” realizados em parceria com a Fundação Joaquim Nabuco, e o Cecosne. É diretora do Museu de Arte Contemporânea de Pernambuco - MAC.PE. Dirigiu as Galerias Artimagem e Artespaço, tendo realizado exposições de artistas pernambucanos em vários Estados do país. Foi redatora da coluna “Jovens” do Jornal do Commercio. Tem artigos publicados pelo Jornal do Commercio, sendo alguns deles transcritos para os Anais da Assembleia Legislativa do Estado; pelo Jornal Folha de Pernambuco, entre outros. Na área de Assistência Social foi Presidente da Cruzada de Ação Comunitária em São Lourenço da Mata, PE, onde criou e coordenou projetos de inclusão como o “Brigada Mirim”; “Criança Produz”, e o "Programa Esportivo Extra Escolar" que atenderam a mais de cinco mil crianças e adolescentes entre dez e dezoito anos de idade. 

É portadora do "Diploma Literário Mulheres que Mudaram a História de Pernambuco" outorgado pela Casa da Imprensa, com o apoio da União de Escritores Brasileiros - UBE.PE, da Rede de Mulheres Rurais da América Latina e do Caribe, do Fórum das Mulheres Advogadas do Mercosul, do Gabinete Português de Leitura, e da Cooperativa das Médicas do Brasil, em 2010.